# Бейнен, Антони
Антони (Тёйн) Бейнен (нидерл. Antonie Beijnen, 13 июня 1899, Нерейнен, Гелдерланд — 13 июля 1949, Бюрен, Гелдерланд) — голландский гребец (академическая гребля), олимпийский чемпион 1924 года.

## Биография
Родился в посёлке Опхемерт, провинция Гелдерланд. Основным его занятием была академическая гребля, где он достиг значительных высот, став обладателем олимпийской медали высшей пробы. После завершения карьеры гребца, будучи большим поклонником автомобильных гонок, Бейнен дважды принимал участие в ралли Монте-Карло. Был женат на оперной певице. Помимо гонок, Бейнен вёл предпринимательскую деятельность, будучи владельцем нескольких компаний, включая винокурню и лесопильным заводом. Во время Второй мировой войны он состоял в гелдерландском движении сопротивления немецко-фашистским захватчикам. На протяжении всей жизни Бейнен был заядлым курильщиком, что привело к проблемам со здоровьем и смерти от сердечной недостаточности 13 июля 1949 года во время пребывания в поселении Опхемерт, провинция Гелдерланд.

### Карьера
Первое участие Бейнена на международной арене состоялось во время летних Олимпийских игр 1924 года в Париже, когда Антони был включён с состав сборной для участия в Олимпийских играх. Вместе со своим напарником Вильгельмом Рёзингом выступал в соревнованиях двоек распашных без рулевого. С результатом 8:19,4 голландская пара гребцов заняла первое место в финальном заплыве, в котором участвовали только две команды, обогнав соперников из Франции (8:21,6 — 2-е место).
Спустя четыре года, во время летних Олимпийских игр 1928 года в Амстердаме, Бейнен принимал участие в составе команды восьмёрок. В финальном заплыве голландские гребцы с результатом 6:59,0 заняли лишь 9-е место (Раунд-II).